# Frank Timmis
Frank Woollaston Timmis (Caterham, Reino Unido, 16 de octubre de 1884-Gibraltar, 6 de febrero de 1931) fue un ingeniero industrial minero y pedagogo británico. Fue el fundador y responsable del movimiento scout en Minas de Riotinto, Huelva de 1924 hasta 1931, donde ejercía como ingeniero civil en la empresa Minas de Riotinto.
Tras el curso habitual de formación, que incluyó un quinto año en Charterhouse school dedicado a la ciencia especial, realizó un curso de cuatro años en el King's College de Londres, que comprendía ingeniería mecánica y eléctrica, minería, metalurgia y agrimensura, del que salió con considerables distinciones, incluidos honores en todas las materias, el título de asociado del College y el premio Tennant en mineralogía. Frank Timmis fue admitido como estudiante de la Institution of Mining and Metallurgy en 1906, transferido a asociado en 1913 y como miembro en 1929.
En 1907 trabajó en diversas explotaciones mineras de Cornualles. En 1909 se trasladó a Portugal, a la mina de São Domingos, y en 1913 se asoció con la empresa Minas de Riotinto en la provincia de Huelva, España, donde tuvo un vínculo especial que, con la excepción de los años de la I Guerra Mundial cuando estaba en servicio activo en la artillería real británica, mantuvo hasta su muerte. Al iniciarse la guerra fue segundo teniente del Royal Garrison Artillery, en 1919 capitán provisional y brevet major, y se licenció en 1920 como capitán de la misma unidad militar.
Frank Timmis murió en el Hospital Colonial de Gibraltar a causa de una neumonía, tras sólo a tres días de enfermar, el 6 de febrero de 1931, a la edad de 46 años.

## Escultismo

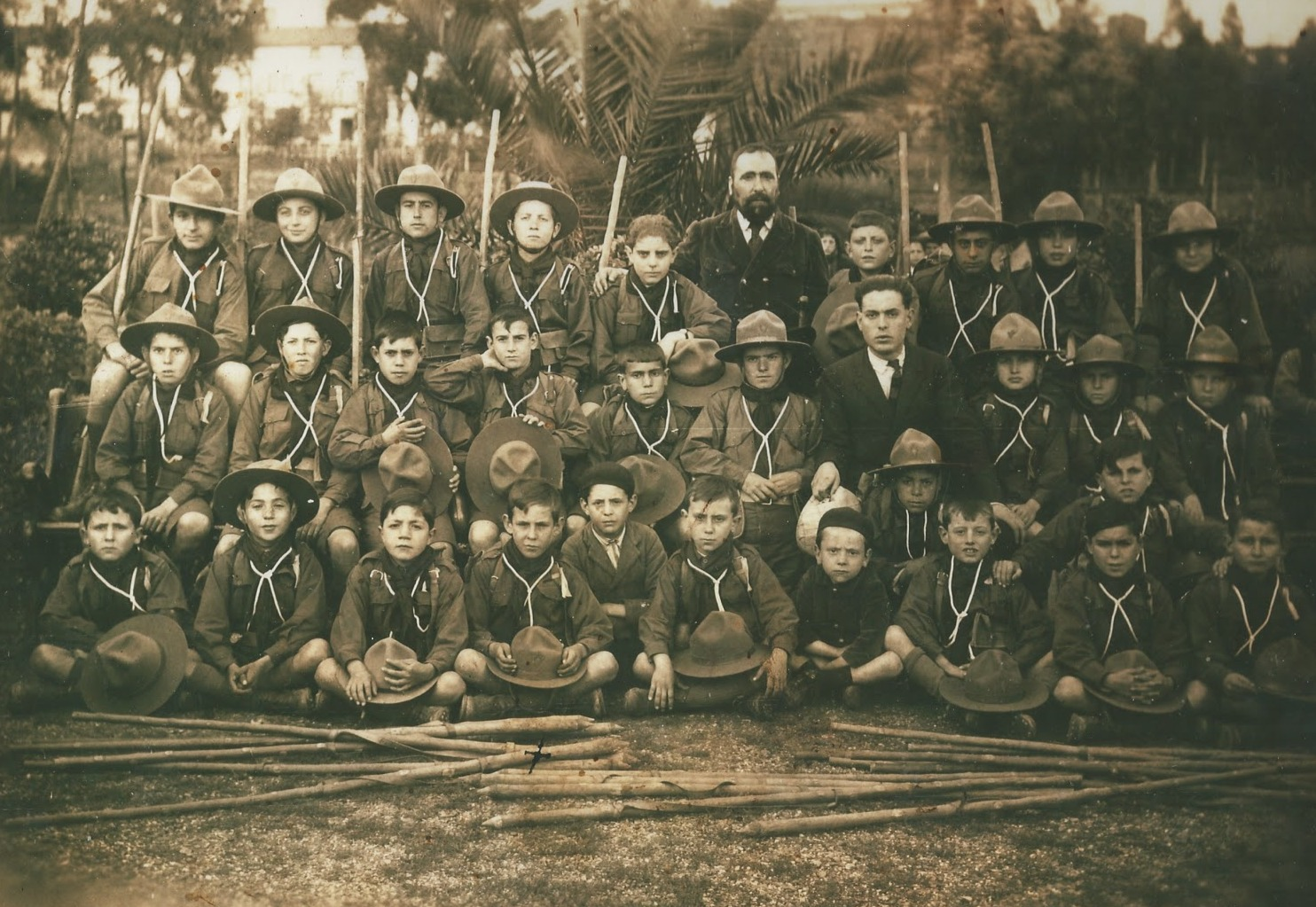
Tropa de exploradores de Riotinto (1925).

En 1924 fue impulsor del escultismo de Robert Baden-Powell en Minas de Riotinto que se constituyó como Alto Patronato de Exploradores de Minas de Riotinto, logrando una gran participación y apoyo institucional.   Presidente del Consejo Local de Exploradores de España de Riotinto. En 1929 le fue concedida la máxima recompensa española de aquel momento, el «Lobo de Bronce» (precursor del «Lobo de Plata»).